# Kurt Richter
Kurt Paul Otto Joseph Richter (* 24. November 1900 in Berlin; † 29. Dezember 1969 in Berlin-Karlshorst) war ein deutscher Schachspieler.

## Leben
Mit zehn Jahren erlernte Richter das Schachspiel von seinem Großvater. Am Anfang des Ersten Weltkrieges fiel sein Vater. Daher musste Richter die Schule verlassen. Er trat eine Lehre als Versicherungskaufmann an. Allerdings wurde er – bedingt durch die Not im Krieg – krank; die Krankheit begleitete ihn sein ganzes weiteres Leben. Zunächst wurde Richter Mitglied im Schachklub „Springer“, danach schloss er sich dem „Berliner Schachverein 1876“ an. 1922 wurde er erstmals Stadtmeister von Berlin. Im Jahre 1928 gewann er ein internationales Turnier in Wiesbaden und 1934 in Niendorf wurde er Zweiter hinter Ståhlberg. Als er 1929 seinen Arbeitsplatz verlor, widmete er sich ganz dem Schach. Er verdiente seinen Lebensunterhalt fortan mit Beiträgen in Schachzeitschriften und dem Schreiben von Büchern. Er übernahm die Leitung der Zeitschrift Deutsche Schachblätter und hatte diese bis 1952 inne, als die Schachblätter ihr Erscheinen einstellten. Nachdem er im Zweiten Weltkrieg 1942 zur Wehrmacht eingezogen worden war, übernahm Alfred Brinckmann die Vertretung als (Chef-)Schriftleiter. Nach der Einstellung der Deutschen Schachblätter arbeitete Richter bei der Deutschen Schachzeitung mit. In der Zeitschrift Schach leitete Richter lange Zeit sehr erfolgreich die von Berthold Koch gegründete Rubrik Schach lehrt Schach – Hohe Schule der Kombination, welche heute noch besteht.
In den Jahren 1930 und 1931 nahm er an den Schacholympiaden in Hamburg und Prag teil. Dabei erreichte die deutsche Mannschaft 1930 den dritten Platz, und Richter erzielte 1931 an Brett 4 mit 70 % der möglichen Punkte das prozentual drittbeste Ergebnis. Im Jahre 1931 belegte er in Swinemünde Platz 3 bei der deutschen Einzelmeisterschaft, die Efim Bogoljubow gewann. 1935 wurde er in Aachen Meister von Deutschland, vor Carl Ahues, Wilhelm Ernst und Paul Michel. Richter war 1936 Spitzenspieler der deutschen Mannschaft bei der inoffiziellen Schacholympiade in München. 1937 in Bad Oeynhausen wurde er Zweiter bei der deutschen Schacheinzelmeisterschaft, die Georg Kieninger gewann. 1940 ebenfalls in Bad Oeynhausen belegte er hinter Kieninger zusammen mit Karl Gilg den dritten Platz. 1941 in Bad Oeynhausen wurde er Dritter hinter Paul Felix Schmidt und Klaus Junge.
Wegen seines kompromisslosen Angriffsstils nannte man ihn auch den Scharfrichter von Berlin. 1950 wurde er Internationaler Meister. Nebenbei schuf Richter auch einige Schachkompositionen. Später war er einer der bekanntesten Schachjournalisten und verfasste zahlreiche Bücher, meist über Schachtaktik. Mit seinem unterhaltsamen Stil gehörte er zu den besten Schachkommentatoren.
Nach ihm ist ein Angriffssystem gegen die Sizilianische Verteidigung mitbenannt, das durch die Zugfolge 1. e4 c5 2. Sf3 Sc6 3. d4 cxd4 4. Sxd4 Sf6 5. Sc3 d6 6. Lg5 (Richter-Rauser-Variante) e6 7. Sxc6 (heutzutage wird stattdessen meist Dd2 gespielt) bxc6 8. e5 eingeleitet wird. Zusätzlich trägt die Variante 1. d4 d5 2. Sc3 Sf6 3. Lg5 (oder 1. d4 Sf6 2. Sc3 d5 3. Lg5) den Namen Richter-Weressov-System, wobei auch Tartakower bereits in den zwanziger Jahren dieses System mehrfach nutzte. Richters beste historische Elo-Zahl betrug 2652. Diese erreichte er im Oktober 1942. In den Jahren 1943 und 1944 lag er zeitweilig auf Platz 15 der Weltrangliste.

## Partiebeispiel
|   | a | b | c | d | e | f | g | h |   |
| 8 |   |   |   |   |   |   |   |   | 8 |
| 7 |   |   |   |   |   |   |   |   | 7 |
| 6 |   |   |   |   |   |   |   |   | 6 |
| 5 |   |   |   |   |   |   |   |   | 5 |
| 4 |   |   |   |   |   |   |   |   | 4 |
| 3 |   |   |   |   |   |   |   |   | 3 |
| 2 |   |   |   |   |   |   |   |   | 2 |
| 1 |   |   |   |   |   |   |   |   | 1 |
|   | a | b | c | d | e | f | g | h |   |

Auf der inoffiziellen Schacholympiade 1936 in München gelang Kurt Richter mit den weißen Steinen eine Glanzpartie gegen den rumänischen Meister Gheorghe Gica Alexandrescu.
Richter–Alexandrescu 1:0
München, 24. August 1936
Französische Verteidigung, C10
1. e4 e6 2. d4 d5 3. Sc3 dxe4 4. Sxe4 Nd7 5. Sf3 Sgf6 6. Sxf6+ Sxf6 7. Lg5 Le7 8. Ld3 c5 9. 0–0 0–0 10. dxc5 Da5 11. Te1 Dxc5 12. Se5 h6 13. b4 Dxb4 14. Tb1 Da5 15. Ld2 Dxa2 16. Te3 Dd5 17. Tb5 Dd6 18. Tg3 Kh8  Diagramm   19. Txg7! Kxg7 20. Lxh6+! Kg8 21. Df3 Se8 22. Dg4+ Kh8 23. Lg7+ Sxg7 24. Dh3+ Lh4 25. Dxh4+ Sh5 26. Dxh5+ Kg7 27. Dg5+ Schwarz gab auf.

## Schachkomposition
|   | a | b | c | d | e | f | g | h |   |
| 8 |   |   |   |   |   |   |   |   | 8 |
| 7 |   |   |   |   |   |   |   |   | 7 |
| 6 |   |   |   |   |   |   |   |   | 6 |
| 5 |   |   |   |   |   |   |   |   | 5 |
| 4 |   |   |   |   |   |   |   |   | 4 |
| 3 |   |   |   |   |   |   |   |   | 3 |
| 2 |   |   |   |   |   |   |   |   | 2 |
| 1 |   |   |   |   |   |   |   |   | 1 |
|   | a | b | c | d | e | f | g | h |   |

Etwa 30 Schachkompositionen hat Richter publiziert, darunter zwei Studien.
Lösung:
1. Tf7+! Kxf7 2. Dg7+ Ke6 3. Dd7 matt

1. … Lxf7 2. Dg5+ Sf6 3. Dxf6 matt bzw. 2. … Ke6 (oder 2. … Kd6) 3. De5 matt

1. … Txf7 2. hxg8S+ Ke6 3. De5 matt bzw. 2. … Kd8 (oder 2. … Kf8) 2. Db8 matt

1. … Ke6 2. De5+ Kxf7 3. h8S matt

1. … Kd8 2. Db8 matt

## Privat

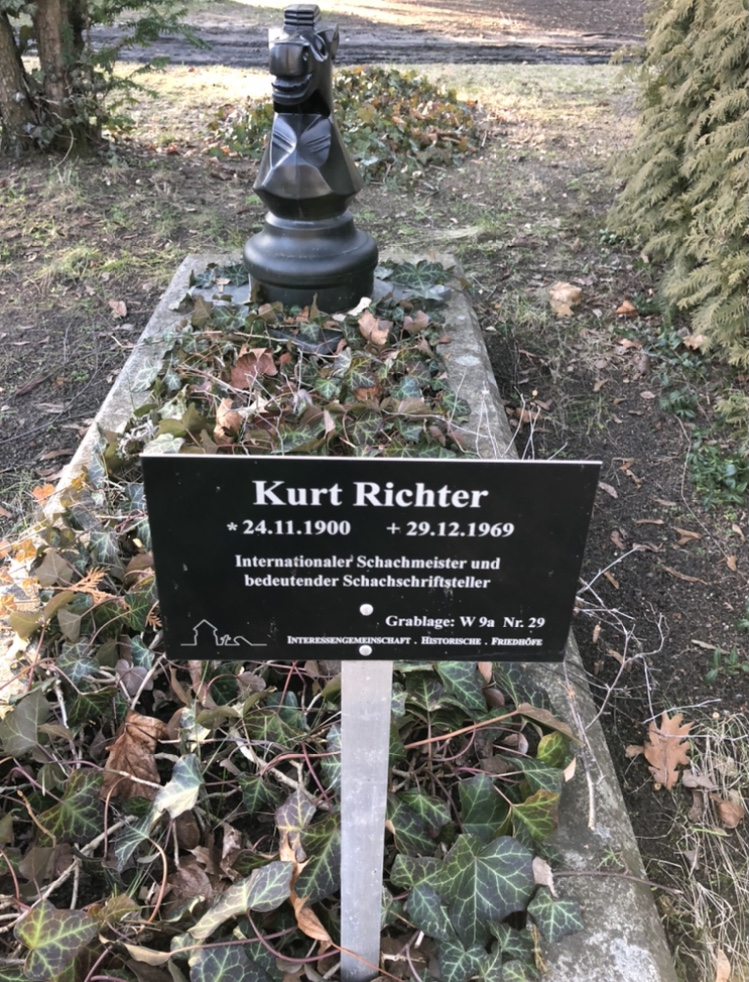
Grab von Kurt Richter (2021)

Richter, der zeitlebens Junggeselle blieb, lebte bis zu deren Tod bei seiner Mutter in Berlin-Karlshorst. Nur ungern und selten reiste er ins Ausland; für Politik interessierte er sich nicht. Sein Grab befindet sich auf dem Karlshorster und Neuen Friedrichsfelder Friedhof in Berlin-Karlshorst.

## Kurt-Richter-Gedenkturnier
1981 bis 1991 wurde in Berlin das Kurt-Richter-Gedenkturnier veranstaltet. Seit 2014 findet es wieder regelmäßig statt. Es wird von der Abteilung Schach der SG NARVA Berlin organisiert.

## Publikationen
- Schach-Olympia München 1936 (I. und II.Teil – Bücherei d. Großdt. Schachbundes Band 6 und 7). Reprint, Olms Verlag, Zürich 1997.
- Die ersten Schritte. Walter de Gruyter & Co., Berlin 1940.
- Der Weg zum Matt. Walter de Gruyter & Co., Berlin 1941.
- Das Matt – Eine Plauderei über den Mattangriff im Schach (Sonderdruck für das Oberkommando der Wehrmacht Abteilung Inland). Berlin 1942.
- Die moderne Schachpartie – Theorie und Praxis der Eröffnungen. Horizont Verlag, Berlin 1948 (der Vorläufer des „kleinen Bilguer“).
- Hohe Schule der Schachtaktik. 1952.
- Mit Rudolf Teschner: Schacheröffnungen – Der Kleine Bilguer. Walter de Gruyter & Co., Berlin 1953.
- Schach-Delikatessen. Walter de Gruyter & Co., Berlin 1961.
- Mit Hans-Hilmar Staudte: Richtig und falsch. Praktische Endspielkunde. Walter de Gruyter, Berlin 1962, (2. Aufl. 1978, ISBN 3-11-007428-1) (Erstauflage 1962).
- 666 Kurzpartien. (Erstauflage 1966)
- Mit Rudolf Teschner: Dr. Max Euwe – Eine Auswahl seiner besten Partien. 2. Auflage. Walter de Gruyter & Co., Berlin/New York 1986.
- Einfälle und Reinfälle. Joachim Beyer Verlag, Eltmann 2007, ISBN 978-3-88805-496-9 (Erstauflage Verlag Walter de Gruyter, 1959).
- Kombinationen. Joachim Beyer Verlag, Eltmann 2012, ISBN 978-3-940417-33-6 (Erstauflage 1936).
- Der Schachpraktiker. Joachim Beyer Verlag, Eltmann 2012, ISBN 978-3-940417-28-2 (Erstauflage 1946).
- Schachmatt. Joachim Beyer Verlag, Eltmann 2014, ISBN 978-3-940417-58-9 (Erstauflage 1950).
- Mit Jerzy Konikowski: Mein erstes Schachbuch. Joachim Beyer Verlag, Eltmann 2014, ISBN 978-3-940417-52-7 (Erstauflage 1946).
- Mit Alfred Brinkmann: Kampf der Nationen: XIII. Schacholympia München 1958. Joachim Beyer Verlag, Eltmann 2015, ISBN 978-3-940417-84-8 (Erstauflage 1958).
- Kurzgeschichten um Schachfiguren. Joachim Beyer Verlag, Eltmann 2017, ISBN 978-3-95920-053-0 (Erstauflage 1947).